# Silk Electric
Silk Electric — двенадцатый студийный альбом американской певицы Дайаны Росс, выпущенный в 1982 году на лейбле RCA Records. Продюсерами альбома стали Майкл Джексон и сама Росс. На пластинке содержится номинированная на «Грэмми» песня «Muscles». Обложку альбома разработал Энди Уорхол.

## Список композиций
| №  | Название             | Автор(ы)                         | Длительность |
| -- | -------------------- | -------------------------------- | ------------ |
| 1. | «Muscles»            | Майкл Джексон                    | 4:40         |
| 2. | «So Close»           | Билл Рей, Боб Монси, Дайана Росс | 4:14         |
| 3. | «Still In Love»      | Рэнди Хэндли                     | 4:08         |
| 4. | «Fool For Your Love» | Билл Рей, Рэй Чью, Дайана Росс   | 3:48         |
| 5. | «Turn Me Over»       | Стив Голдстейн                   | 1:08         |

| №  | Название              | Автор(ы)                                   | Длительность |
| -- | --------------------- | ------------------------------------------ | ------------ |
| 1. | «Who»                 | Барри Блю, Род Баукетт                     | 3:38         |
| 2. | «Love Lies»           | Аллан Чапмен, Майкл Ханна                  | 3:47         |
| 3. | «In Your Arms»        | Линда Крид, Майкл Массер                   | 4:07         |
| 4. | «Anywhere You Run To» | Дэвид Робертс                              | 3:31         |
| 5. | «I Am Me»             | Фредди Горман, Джени Брэнфорд, Дайана Росс | 3:52         |

| №   | Название                    | Длительность |
| --- | --------------------------- | ------------ |
| 11. | «Muscles» (Edited Version)  | 4:05         |
| 12. | «Muscles» (12" Version)     | 6:40         |
| 13. | «So Close» (Single Version) | 3:53         |
| 14. | «I Am Me» (Extended Mix)    | 4:27         |

## Чарты
| Чарт (1982)                            | Высшая позиция |
| -------------------------------------- | -------------- |
| Австралия (Kent Music Report)          | 84             |
| Великобритания (UK Albums Chart)       | 33             |
| Канада (RPM Top Albums/CDs)            | 44             |
| Нидерланды (Album Top 100)             | 14             |
| Норвегия (VG-lista)                    | 12             |
| США (Billboard 200)                    | 27             |
| США (Billboard Top R&B/Hip-Hop Albums) | 5              |
| Финляндия (Suomen virallinen lista)    | 8              |
| Швеция (Sverigetopplistan)             | 11             |

## Сертификации и продажи
| Регион | Сертификация | Продажи  |
| --- | ------------ | -------- |
| Великобритания (BPI) | Серебряный   | 60 000^  |
| США (RIAA) | Золотой      | 500 000^ |
| * Данные о продажах приведены только на основе сертификации. ^ Данные о тиражах приведены только на основе сертификации. |              |          |